# Нідердорфельден
Нідердорфельден (нім. Niederdorfelden) — сільська громада в Німеччині, знаходиться в землі Гессен. Підпорядковується адміністративному округу Дармштадт. Входить до складу району Майн-Кінціг.
Площа — 6,55 км2. Населення становить 3875 ос. (станом на 31 грудня 2020).